# روباه شنی (مجموعه داستان)
روباه شنی تألیف محمد کشاورز است که توسط نشر چشمه در سال ۲۲ آذر ۱۳۹۴ منتشر شد. این کتاب در سی و چهارمین دوره جایزه کتاب سال جمهوری اسلامی ایران، به‌عنوان «کتاب سال ایران» برگزیده شد.
این کتاب از ۹ داستان تشکیل شده است که با دیدی رئالیستی به رویکردهای اجتماعی می‌پردازد؛ برخی داستان‌های این کتاب فضای طنز نیز دارد، طنزی که برآمده از موقعیت‌های اجتماعی است.